# El Aragüeño
El Aragüeño es un periódico venezolano en español, de circulación diaria, fue fundado el 9 de agosto de 1972. Es denominado el «Primer diario de Aragua», y contiene información de  cultura, deporte, farándula, sucesos, sociales, política, clasificados, opinión, nacionales e internacionales, economía, sucesos y horóscopo.
El propietario del diario El Aragüeño era el empresario italo-venezolano Filippo Sindoni (Capo d'Orlando, Messina, Sicilia, 1933 - Venezuela, 2006).
Su actual presidente es Giuseppe Sindoni y su vicepresidenta es Alicia Sindoni.